# Gatwick Express
Gatwick Express ist eine Marke der britischen Eisenbahngesellschaft Govia Thameslink Railway für den Pendelverkehr ohne Zwischenhalte zwischen dem Bahnhof Victoria in London und dem Gatwick Airport. Govia Thameslink Railway ist ein Tochterunternehmen von Govia, einem Joint Venture von Go-Ahead und Keolis. Gatwick Express war bis 2008 eine eigenständige Gesellschaft und wurde im Jahr 2008 in das Franchise von Southern integriert, das 2015 wiederum in das Franchise Thameslink, Southern and Great Northern integriert worden ist.

## Geschichte
Der Bahnhof des Flughafens Gatwick wurde im Juni 1958 eröffnet. Ursprünglich wurde der Bahnverkehr ausschließlich von London nach Brighton mit Halt an allen Stationen betrieben. Mit der Privatisierung von British Rail wurde das Personenverkehrsangebot in Teilnetze organisiert, deren Betrieb durch die Strategic Rail Authority nach dem Franchise-Prinzip (staatlicher Verkehrsauftrag) vergeben wird. Gatwick Express zählte dabei mit lediglich einer einzigen, rund 40 km langen Route zu den mit Abstand kleinsten Teilnetzen.
Betreiber des Gatwick Express-Franchise war seit 28. April 1996 bis 2008 das Unternehmen Gatwick Express Railway Ltd, eine Tochtergesellschaft der National Express Group. National Express bekam das Teilnetz über einen Zeitraum von 15 Jahren zugesprochen und leistete während dieser Zeit jährliche Zahlungen an die Strategic Rail Authority (SRA). Im Geschäftsjahr 2004/2005 führte Gatwick Express 18,3 Millionen britische Pfund an die SRA ab, was 8,1 Pence pro Personenkilometer entspricht. Im Geschäftsjahr 2004/2005 wurden in den Gatwick-Express-Zügen 227,2 Millionen Personenkilometer zurückgelegt.
Ende 2004 wurde das Gatwick Express-Fahrplanangebot von einigen Bahn-Nutzervereinigungen kritisiert. Es sei bedenklich, dass auf einer der am stärksten belasteten Bahnstrecken des Landes (London – Brighton) im Viertelstundentakt teilweise nicht voll ausgelastete Züge für eine spezielle Gruppe angeboten würden, während andere Züge auf derselben Strecke unter Kapazitätsproblemen litten. Die Strategic Rail Authority prüfte daraufhin die mögliche Einbindung der Gatwick-Express-Züge in bestehende Verbindungen zwischen London und Brighton, um die dadurch freiwerdenden Fahrplantrassen für zusätzliche Pendlerzüge im Einzugsbereich von London nutzen zu können. Dieser Vorschlag wurde aber wiederum von der Gatwick Express Railway Ltd und der British Airports Authority – dem Betreiber des Flughafens Gatwick – stark kritisiert.
2008 wurde der Gatwick Express in das Franchise von Southern integriert, so dass es nur noch als Marke ohne organisatorische Eigenständigkeit fortbesteht.

## Streckennetz
Aktuell verkehrt der Gatwick Express ausschließlich ohne Zwischenstopps zwischen dem Bahnhof London Victoria und dem Bahnhof des Gatwick Airport etwa 40 km südlich der Innenstadt. Die Züge verkehren bis auf eine Betriebspause von ca. 01:30 Uhr bis 03:30 Uhr rund um die Uhr, tagsüber im 15-Minuten-Takt. Die Fahrzeit beträgt etwa 30 Minuten.

## Rollmaterial
Southern betreibt derzeit für den Gatwick Express 24 Garnituren des Elektrotriebzugs Britische Klasse 442 sowie eine Lok der Britischen Klasse 73, um Schadzüge abzuschleppen.
Mit der Übernahme des Gatwick Express-Franchise durch die National Express Group 1996 wurde zunächst der Einsatz der vorhandenen Fahrzeuge beibehalten. Zweikraftlokomotiven der Klasse 73 bespannten Wagengarnituren, die aus vier bis sieben klimatisierten Waggons des Typs Mk2 und jeweils einem kombinierten Gepäck- und Steuerwagen gebildet wurden. Letztere waren durch Umbauten aus älteren Triebwagen der Klasse 414 entstanden. Zur Ablösung der älteren Fahrzeuge orderte die Gesellschaft Ende der 1990er Jahre acht neue elektrische Triebwagen der Britischen Klasse 460 bei Alstom. Diese wurden zwischenzeitlich unter dem neuen Betreiber Southern jedoch wieder durch die genannten 442er ersetzt.
| Baureihe             | Bild | Typ                       | Vmax     | Personen- wagen | Anzahl | Baujahr   |
| -------------------- | ---- | ------------------------- | -------- | --------------- | ------ | --------- |
| Britische Klasse 73  |      | Elektro-Diesel Lokomotive | 145 km/h |                 | 1      | 1962      |
| Britische Klasse 387 |      | Triebwagen (Elektro)      | 177 km/h | 4               | 27     | 2015–2016 |